# 向曲
向曲（藏語：སྐྱོ་ཆུ，威利转写：gko chu），位于中国西藏自治区昌都市卡若区境内的一条河流，是扎曲右岸支流。源流也称觉曲，发源于卡若区中部俄切弄，向南流，过日通乡肖堆村后逐渐转东南流，经冻多村，于列沙村转向东，最后于向达村东南汇入扎曲。河口处的向达村建有著名的向达寺。